# Blackfoot (volk)

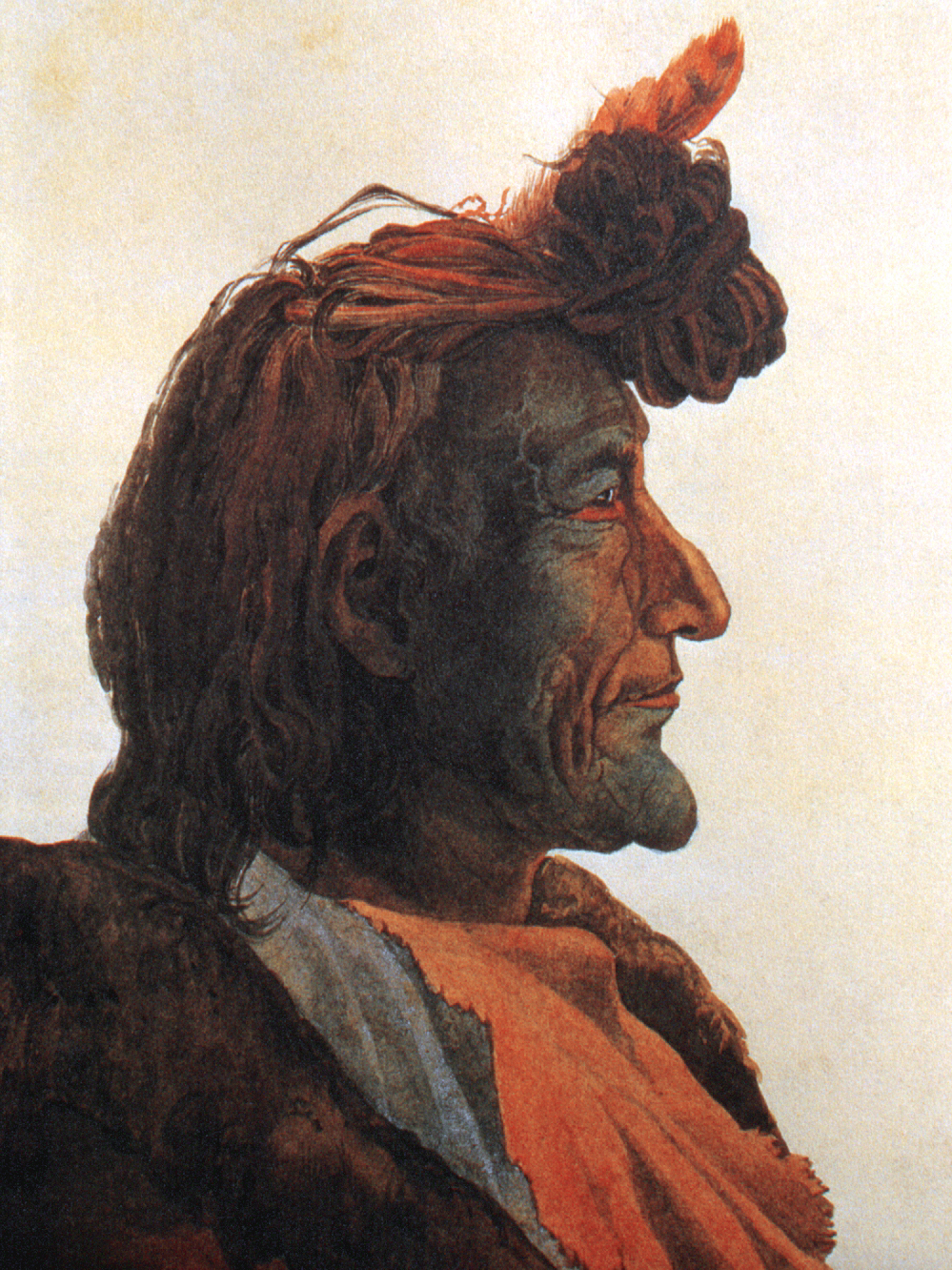
Mannelijk lid van de Blackfootnatie

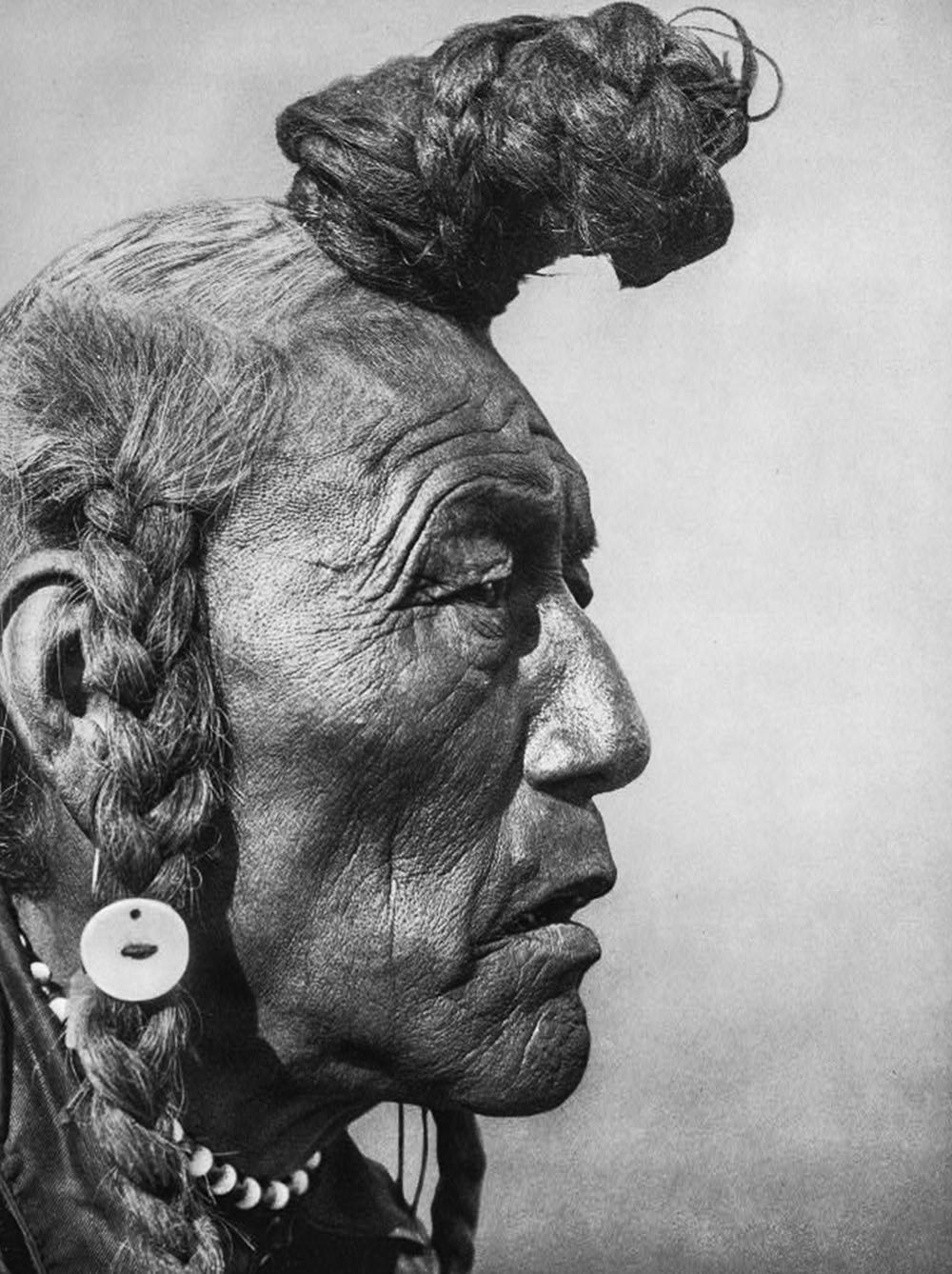
Chief Clear Bull, door Edward S. Curtis

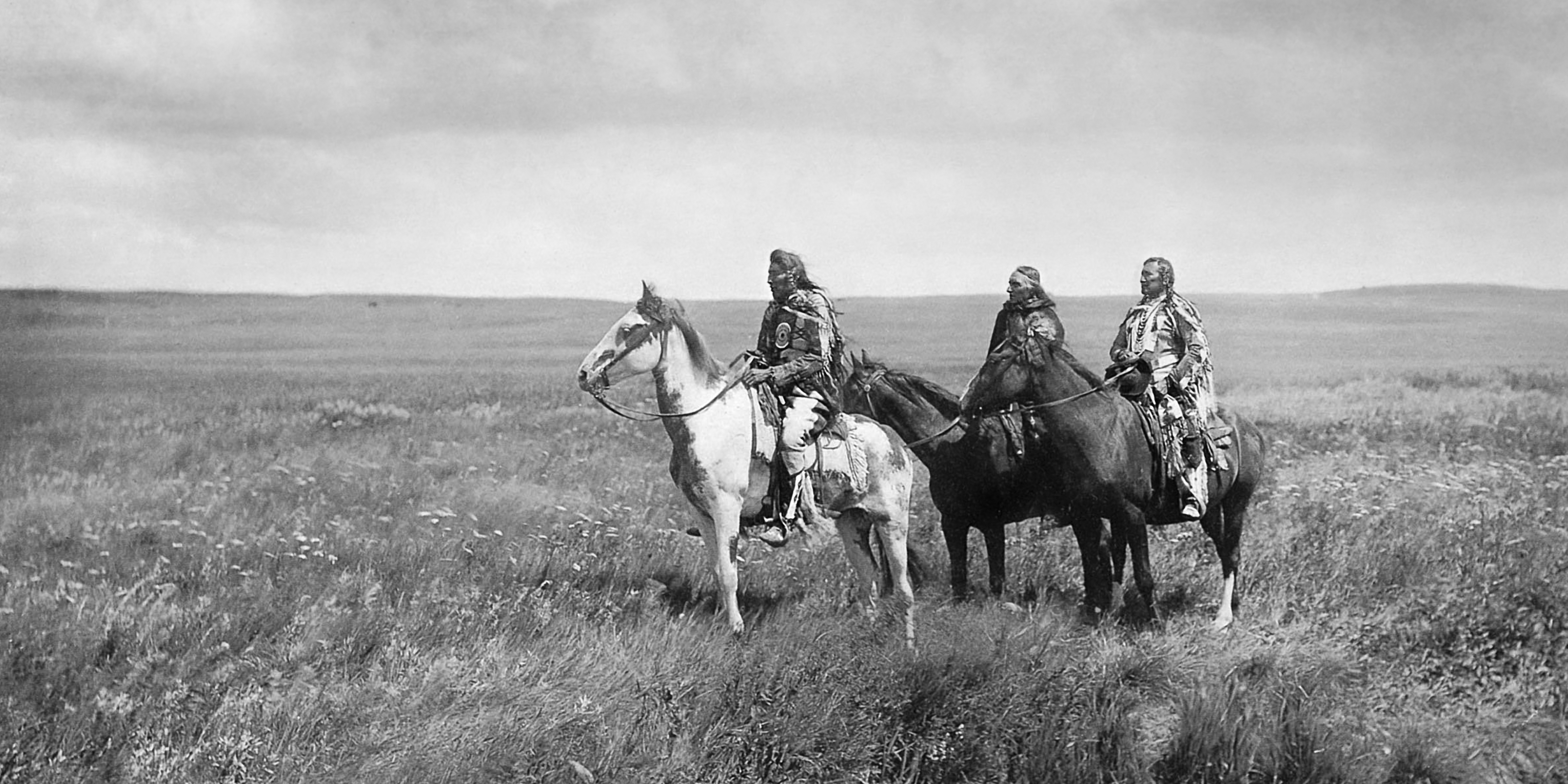
Drie Blackfoot-chiefs rond 1900

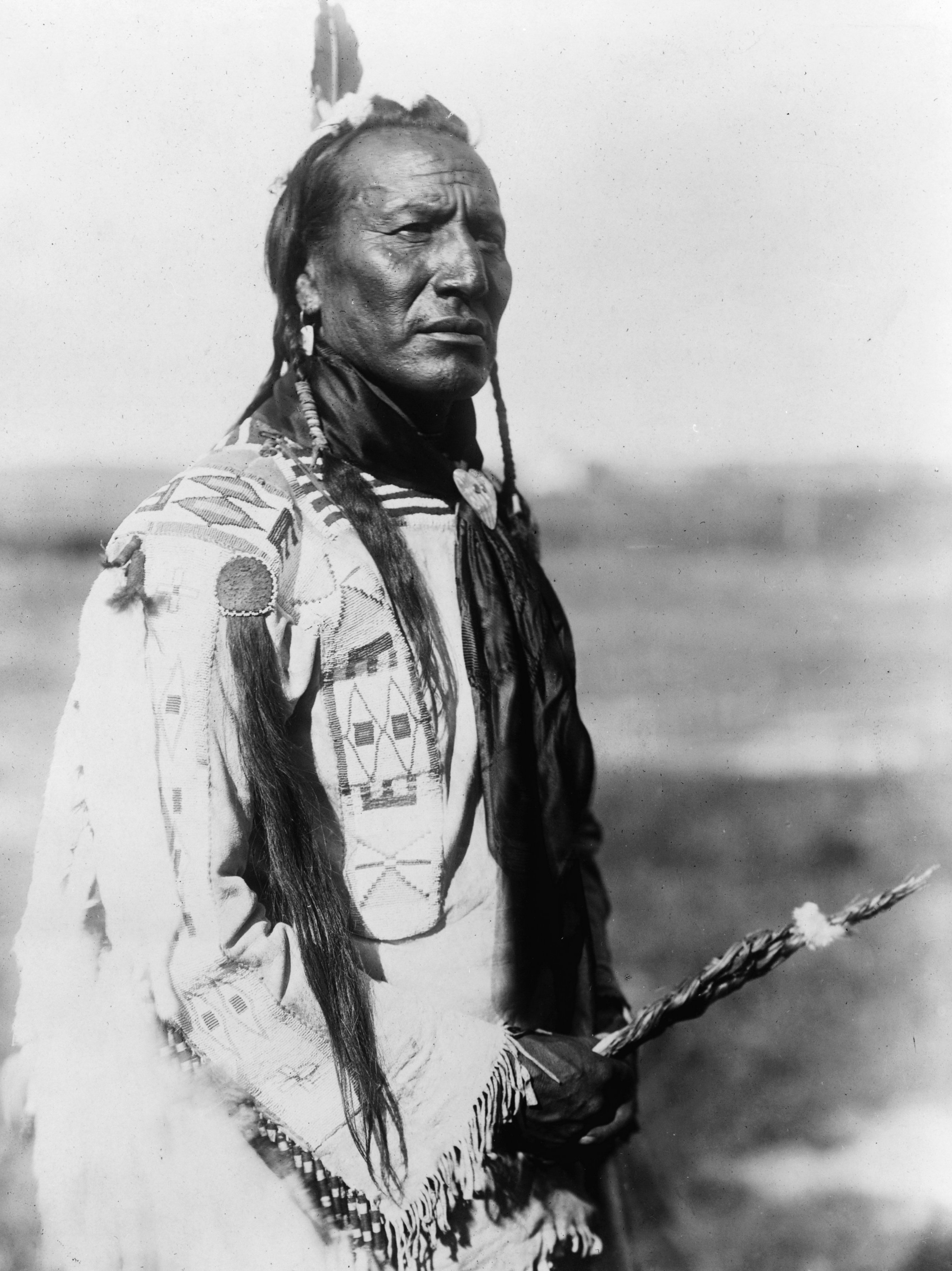
Blackfootindiaan, (E. S. Curtis, 1904)

De Blackfootnatie is een Noord-Amerikaans verband van inheemse volkeren die leven in de Canadese provincie Alberta en de Amerikaanse staat Montana. 
Momenteel zijn er 17.000 Blackfoot in de Verenigde Staten en 16.000 in Canada.

## Naam
De oorspronkelijke naam voor de natie is Niitsitapi, hetgeen "Oorspronkelijke Mensen" betekent. In Nederland wordt ook weleens de naam Zwartvoetindianen gebruikt. 

## Verbond
De verbonden volkeren zijn de Pikuni (die zijn onderverdeeld in de Aapátohsipikáni of 'North Peigan' en de Aamsskáápipikani of 'South Peigan'), de Káíinai (of 'Blood') en de Siksikáwa (de eigenlijke Blackfoot). De Aamsskáápipikani Pikuni leven in Montana, de andere groepen in Alberta.

## Geschiedenis
De Blackfoot leefden met name van de jacht op bizons, visvangst en het verzamelen van bessen en andere plantaardige voedselbronnen. Vaak werkten verschillende jachtgroepen samen bij gunstige plaatsen zoals de Head-Smashed-In Buffalo Jump.

### Confrontatie met het westen
In 1851 sloten zij in de Verenigde Staten hun eerste verdrag met blanken, gevolgd door een verdrag met Canada in 1877. Deze verdragen perkten hun leefgebied aanzienlijk in. Samen met het vrijwel uitsterven van de bizon in 1871 en de introductie van nieuwe ziekten door de kolonisten werd hierdoor het leven van de Blackfoot ingrijpend veranderd.

## Religie
Een mythologisch verhaal gaat over Morgenster, de zoon van Zon en Maan, die verliefd werd op een meisje van de Zwartvoet-stam. Morgenster daalde in zijn scharlakenrode cape en glimmende, zwarte mocassins naar haar af, vroeg haar ten huwelijk en nam haar mee naar de lucht. De Zon waarschuwde haar dat ze nooit naar haar aardse huis moest kijken en ze beloofde dat niet te zullen doen. Ze kreeg met Morgenster een zoon, Kleine Ster. In de tipi van haar schoonmoeder, de Maan, kookte een grote ijzeren ketel zonder vuur. De ketel had een eigen bron die hem warmte gaf. Haar schoonmoeder waarschuwde haar nooit de ketel te verzetten, maar ze deed het toch en door een gat kon ze zo haar vroegere huis zien. Toen de Zon hoorde dat ze ongehoorzaam was geweest, werd ze met haar kind terug naar de aarde gestuurd. 'Je zult je man nooit meer zien', zei de Zon. Ze werden in een kariboehuid gewikkeld en via een leren riem door het gat naar beneden gelaten. Het jongetje sneed zijn gezicht aan de riem en daarom noemde de stam hem Poia, geschonden gezicht. Op een dag besloot Poia naar zijn vader te reizen om van het litteken af te komen. Hij reisde vele maanden, kwam bij de rotskust en volgde het 'pad van licht' over het water tot in de lucht. Bij zijn vader verloor hij zijn litteken. Hij keerde terug naar de aarde en trouwde zijn geliefde, de dochter van het opperhoofd.

## Sociale structuren
Er is een verschil in stand tussen de leider en de gewone mensen. Ook is er verschil tussen man en vrouw, maar voor de rest is iedereen gelijk. Er zijn geen slaven of andere ondergeschikten aan het volk.

### Leider
Elk volk van de Blackfootnatie heeft een eigen leider. Zo komt het dat er vier leiders zijn, die samen overleggen wat er moet gebeuren. Voor de meeste beslissingen komen ze samen en overleggen ze. Zo zijn de Blackfoot grotendeels autonoom ten opzichte van de Amerikaanse en Canadese overheden en hebben ze hun eigen wetten, en politie. De leider heeft voornamelijk bestuurlijke taken en speelt slechts een beperkte rol in de religie.

### Verschil tussen man en vrouw
Hoewel beide geslachten meedoen aan muziek, religieuze riten, het doorgeven van de overlevering, kunst en het uitvoeren van de tradities, bestaat er wel een taakverdeling tussen de mannen en vrouwen.
De vrouwen bouwen het huis, maar het is dan ook hun eigendom. Ze moeten koken en schoonmaken. Ook dragen ze de zwaarste lasten als het volk zich verplaatst.
Mannen waren jagers en strijders. Hun hoofdtaken zijn om in eten te voorzien voor het hele volk en om de hele gemeenschap te beschermen tegen mogelijk gevaar. Alleen mannen mogen leider worden. Door het verdwijnen van de jacht hebben zij een belangrijke taak verloren.

## Taal
Het Blackfoot is een Algonkiantaal. De taal wordt gesproken door ongeveer 8.000 mensen. Het Engels is echter sterk in opmars wat ten koste gaat van de kennis van de eigen taal.

## Economie
Omdat jagen en verzamelen onvoldoende middelen van bestaan zijn, al spelen zij nog wel een belangrijke culturele rol, leven de Blackfootvolkeren voornamelijk van akkerbouw en veeteelt, wat lichte industrie en het maken van traditionele gebruiksvoorwerpen voor de toeristische markt. 